# Кирил Мазнев
Кирил Йорданов Мазнев е български офицер, генерал-майор.

## Биография
Роден е на 23 март 1946 г. в кюстендилското село Таваличево. Завършва Народното военно училище „Васил Левски“ с инженерен профил. В периода 1969 – 1973 г. е последователно командир на взвод и рота в Кюстендил. Между 1973 и 1978 г. учи във Военна инженерна академия „В. В. Куйбишев“ в Москва. След това служи във Военноикономическия блок на Главното управление по въоръжението и техниката на Министерството на народната отбрана. Там е последователно главен специалист, началник на направление, заместник-началник и накрая началник на Военноикономическия блок и съветник на министъра на отбраната. Впоследствие завършва УНСС и Европейския център за изследвания в областта на сигурността. На 24 февруари 1997 г. е освободен от длъжността старши съветник на министъра на отбраната. На 7 декември 1998 г. е освободен от кадрова военна служба. От юни 2009 г. е началник на отдел „Офсетни споразумения“ към дирекция „Икономическа политика“ на Министерството на икономиката, енергетиката и туризма. В периода септември 2010 – 2013 е директор на Центъра на промишлеността на България в Москва.

## Образование
- Народно военно училище „Васил Левски“
- Военната инженерна академия „В. В. Куйбишев“ (1973 – 1978)